# 広島市立二葉中学校
広島市立二葉中学校（ひろしましりつ ふたばちゅうがっこう）は、広島県広島市東区光町2丁目にある公立中学校である。

## 概要
2000年代にかけて校内では授業妨害や対教師暴力、器物損壊など広島市内でも有名な荒廃した学校であった。こうした状況から学校側は、生徒との話し合い指導や生徒との接触方法を改善し、またトイレ掃除や学校内外でのボランティア活動を積極的に改善したことから学校内の雰囲気も改善し、2004年（平成16年）に県知事表彰を受けた。
本校は広島県内で夜間中学が設置されている二校のうちの一校で、もう一校は同じ広島市内にある広島市立観音中学校である。

## 沿革
- 1951年（昭和26年）4月7日 - 開校式
- 1952年（昭和27年）
  - 3月25日 - 第1回卒業式
  - 7月28日 - 校舎を現在地に移転
  - 11月10日 - 校旗制定
- 1953年（昭和28年）5月1日 - 二部学級開校式・入学式
- 1956年（昭和31年）6月23日 - 校歌制定
- 1972年（昭和47年）12月1日 - 校地拡張
- 1982年（昭和57年）3月1日 - グランド全面改修
- 2001年（平成13年）11月16日 - 50周年記念式典祝賀会

## 校区
- 広島市立矢賀小学校区
- 広島市立尾長小学校区
- 広島市立中山小学校区

## 著名な関係者
出身者
- 一乗アキ - 元バスケットボール選手、元日本代表選手
- 小宮邦夫 - 元バスケットボール選手、元アイシンシーホース三河選手
- 奥田民生 - シンガーソングライター、ユニコーンメンバー
- 山根巌 - 元プロサッカー選手、元サンフレッチェ広島選手
- 三宅正治 - フジテレビアナウンサー
- 沖本辰也 - 元広島フジタSC選手、サッカー指導者・アンジュヴィオレ広島GKコーチ
- 西城秀樹 - 歌手・俳優
- 宮川昭正 - 高校野球指導者、現広島県立呉工業高等学校野球部監督、広島工監督時代に新井貴浩を指導
- 薮田和樹 - 広島東洋カープ選手
- 浦伸嘉 - 元バスケットボール選手

教職員
- 坪井直（日本原水爆被害者団体協議会代表委員、広島県被団協理事長） - 元数学教師[2]。

## アクセス
- JR広島駅新幹線口から徒歩15分
- 広島バス 27番・29番「三本松」から徒歩3分